# Om krigen
Om krigen (originaltitel: Vom Kriege) er et kendt militærteoretisk bogværk i ti bind om krig og strategi af den tyske general Carl von Clausewitz (1780 – 1831).
Værket blev skrevet 1816 - 1830 umiddelbart efter Napoleonskrigene og udgivet posthumt i 1832 af Clausewitz' hustru.
Vom Kriege er flere gange oversat til engelsk: On War.
På dansk er Om krig bl.a. kommet i en forkortet udgave..